# مورتشانو دي رومانيا
مورتشانو دي رومانيا (بالإيطالية: Morciano di Romagna)‏ هي بلدية في مقاطعة ريميني في إقليم إميليا رومانيا في إيطاليا. 

## السكان
في سنة 1861 بلغ عدد السكان 1٬738 نسمة، وتطور العدد ليصل في سنة 2011 لـ 6٬892 نسمة.
يظهر هذا المخطط البياني تطور النمو السكاني لـ مورتشانو دي رومانيا